# سیارک ۱۳۳۳
سیارک ۱۳۳۳ (به انگلیسی: 1333 Cevenola، نامگذاری:1934DA) هزار و سیصد و سی و سومین سیارک کشف شده‌است که در ۲۰ فوریه ۱۹۳۴ و در الجزیره کشف شد.
قدر مطلق سیارک برابر ۱۱٫۴۰ است.